# Āsebot Terara
Āsebot Terara är ett berg i Etiopien.   Det ligger i regionen Oromia, i den centrala delen av landet, 200 km öster om huvudstaden Addis Abeba. Toppen på Āsebot Terara är 2 474 meter över havet, eller 1 032 meter över den omgivande terrängen. Bredden vid basen är 18,2 km.
Terrängen runt Āsebot Terara är huvudsakligen kuperad, men åt sydost är den platt. Āsebot Terara är den högsta punkten i trakten. Runt Āsebot Terara är det ganska glesbefolkat, med 47 invånare per kvadratkilometer. Omgivningarna runt Āsebot Terara är en mosaik av jordbruksmark och naturlig växtlighet.